# Kruchaweczka białoosłonowa
Kruchaweczka białoosłonowa (Psathyrella gordonii (Berk. & Broome) A. Pearson & Dennis) – gatunek grzybów należący do rodziny kruchaweczkowatych (Psathyrellaceae).

## Systematyka i nazewnictwo
Pozycja w klasyfikacji według Index Fungorum: Psathyrella, Psathyrellaceae, Agaricales, Agaricomycetidae, Agaricomycetes, Agaricomycotina, Basidiomycota, Fungi.
Po raz pierwszy takson ten opisali w 1861 r. Miles Joseph Berkeley i Christopher Edmund Broome nadając mu nazwę Agaricus gordonii. Obecną, uznaną przez Index Fungorum nazwę nadali mu Richard William George Dennis i Arthur Anselm Pearson w 1947 r.
Synonimy:
- Agaricus gordonii Berk. & Broome 1861
- Agaricus gorteri Weinm. 1832
- Leptonia gorteri (Weinm.) Sacc. 1887
- Pilosace gordonii (Berk. & Broome) Kuntze 1898
- Psathyra gordonii (Berk. & Broome) Gillet 1878
- Psathyra gordonii f. minor J.E. Lange 1936

Polską nazwę zaproponował Władysław Wojewoda w 2003 r.

## Morfologia
Kapelusz
Średnica 2–5 cm, początkowo półkulisty, potem wypukły z tępym lub ostrym garbem. Jest higrofaniczny, przy brzegu rowkowany z prześwitującymi blaszkami. Powierzchnia gładka,  w stanie suchym brudnobiała z brązowawym środkiem, w stanie wilgotnym brązowawa i błyszcząca,. Brzeg ostry, u młodych widać nietrwałą, białą osłonę. 
Trzon
Wysokość 3,5–11 cm, grubość 2–8 mm, z szerszą, prawie bulwiastą podstawą, cylindryczny, w środku pusty, kruchy. Powierzchnia górą biaława, dołem brązowawa, pokryta włóknistymi łuskami. Podstawa biała z wełnistą, białą grzybnią.
Blaszki
Początkowo białawe, później szaro-brązowe do purpurowo-brązowych, gęste, z międzyblaszkami, cienkie, szerokie. Ostrza biało-łuskowate.
Miąższ
Białawy do szarobrązowego, cienki, kruchy, o słabym zapachu i łagodnym smaku.
Cechy mikroskopowe
Zarodniki 9–12 × 5–6,5 µm, eliptyczne, gładkie. Wysyp zarodnikówfioletowo-czarny.

## Występowanie
Władysław Wojewoda w swoim zestawieniu grzybów wielkoowocnikowych Polski w 2003 r. podaje 5 jego stanowisk z uwagą, że rozprzestrzenienie tego gatunku w Polsce i stopień zagrożenia nie są znane. 
Saprotrof. Występuje lasach iglastych i liściastych na pniach i częściach martwych drzew. Owocniki pojawiają się od wiosny do jesieni grupowo, rzadko pojedynczo.